# Винтер, Йоханнес
Йоханнес Ларсен Винтер (дат. Johannes Larsen Vinther; 5 января 1893, Nørre Broby, Южная Дания — 24 мая 1968, Oure, Южная Дания) — датский гимнаст, серебряный призёр летних Олимпийских игр 1912 года в командном первенстве по шведской системе.